# Passy (Saône-et-Loire)
Passy é uma comuna francesa na região administrativa de Borgonha-Franco-Condado, no departamento Saône-et-Loire. Estende-se por uma área de 4,25 km². Em 2010 a comuna tinha 66 habitantes (densidade: 15,5 hab./km²).